# Bystrička (district de Martin)
Bystrička (hongrois : Turócbeszterce) est un village de Slovaquie situé dans la région de Žilina.

## Histoire
La première mention écrite du village date de 1258.

## Démographie

### Évolution de la population
| Année:               | 1994. | 2004.    | 2014.   | 2024.   |
| -------------------- | ----- | -------- | ------- | ------- |
| Nombre de personnes: | 1188  | 1379     | 1445    | 1490    |
| Différence:          |       | +16,07 % | +4,78 % | +3,11 % |

| Année:               | 2023. | 2024.   |
| -------------------- | ----- | ------- |
| Nombre de personnes: | 1486  | 1490    |
| Différence:          |       | +0,26 % |